# Fenuafo'ou
Ne doit pas être confondu avec l'île Fonuafo'ou aux Tonga.
Fenuafo'ou (« nouvelle terre ») est un petit îlot de Wallis-et-Futuna, située dans le lagon de Wallis. Du fait de sa proximité avec la passe Honikulu, il est également surnommé « l'îlot de la passe ».

## Toponymie
En wallisien, fenua signifie « terre, pays » et fo'ou signifie « nouveau ». Fenuafo'ou veut donc dire « nouvelle terre ».

## Origine
Dans la tradition orale wallisienne, le dieu Tagaloa s'arrête à Fenuafo'ou et contemple l'île de Wallis. Il décide ensuite de lancer son filet pour pêcher les différents îlots du lagon. Une autre tradition orale relate l’origine mythique de l'îlot. Selon ce récit, deux esprits originaires de Samoa, Kaiha’a (le Voleur) et Kākā (le Tricheur), vinrent à Wallis pour y dérober de la terre, leur propre pays manquant d’îlots. Ne disposant pas de pirogue, ils voyagèrent sur un tronc de pandanus jusqu’à Kulu’ui (Utufua), où ils commencèrent à remplir leurs flacons de terre. Alertés, les habitants de Kulu’ui allèrent à Kolopopo et imitèrent le chant du coq pour faire croire aux esprits que l’aube approchait. Trompés, Kaiha’a et Kākā prirent précipitamment la fuite vers Samoa, abandonnant leur butin près de la passe de Honikulu. Quelques jours plus tard, un nouvel îlot apparut à cet endroit, formé de la terre délaissée, et fut nommé Fenuafo'ou.

## Galerie

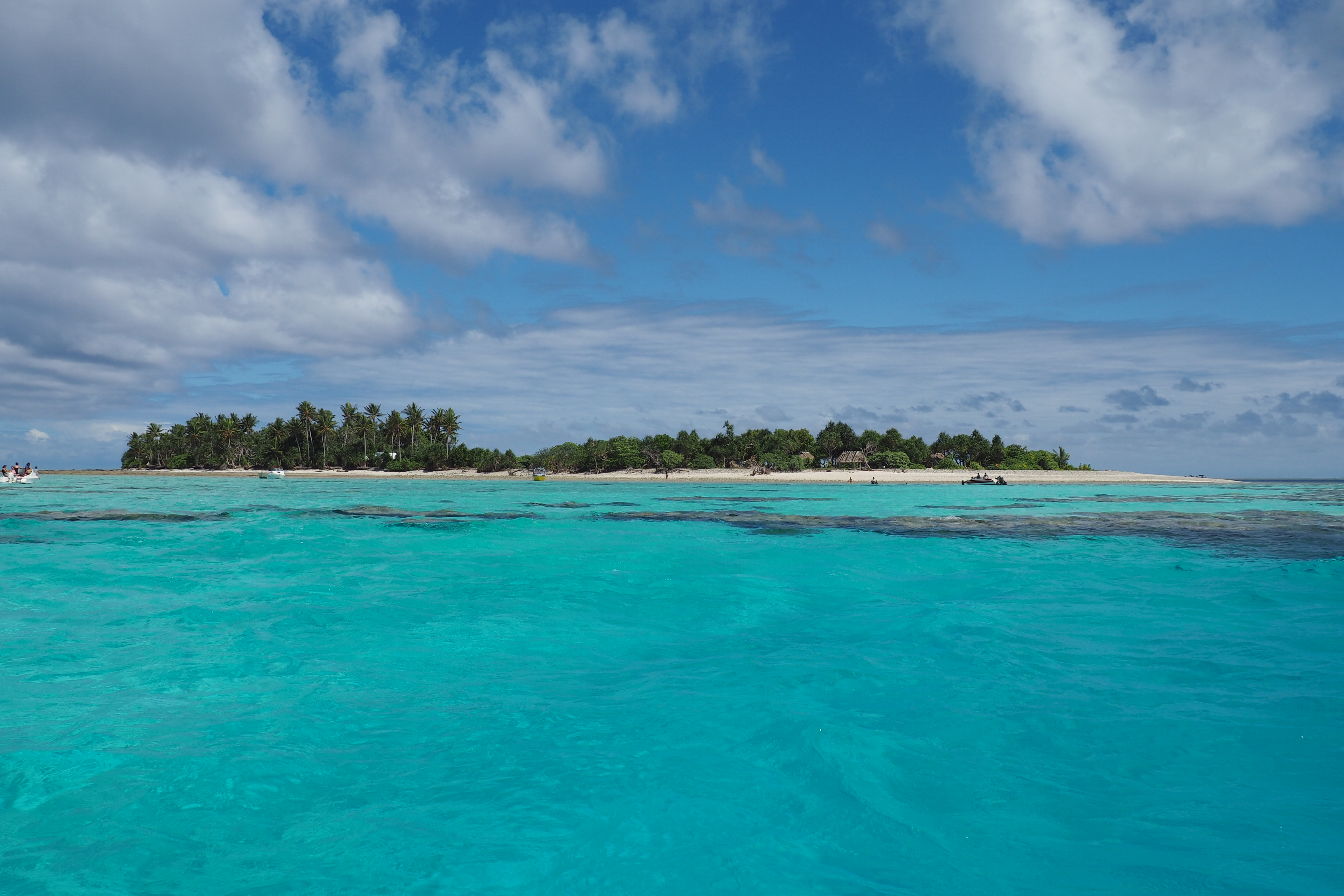
Fenuafo'ou à marée basse.
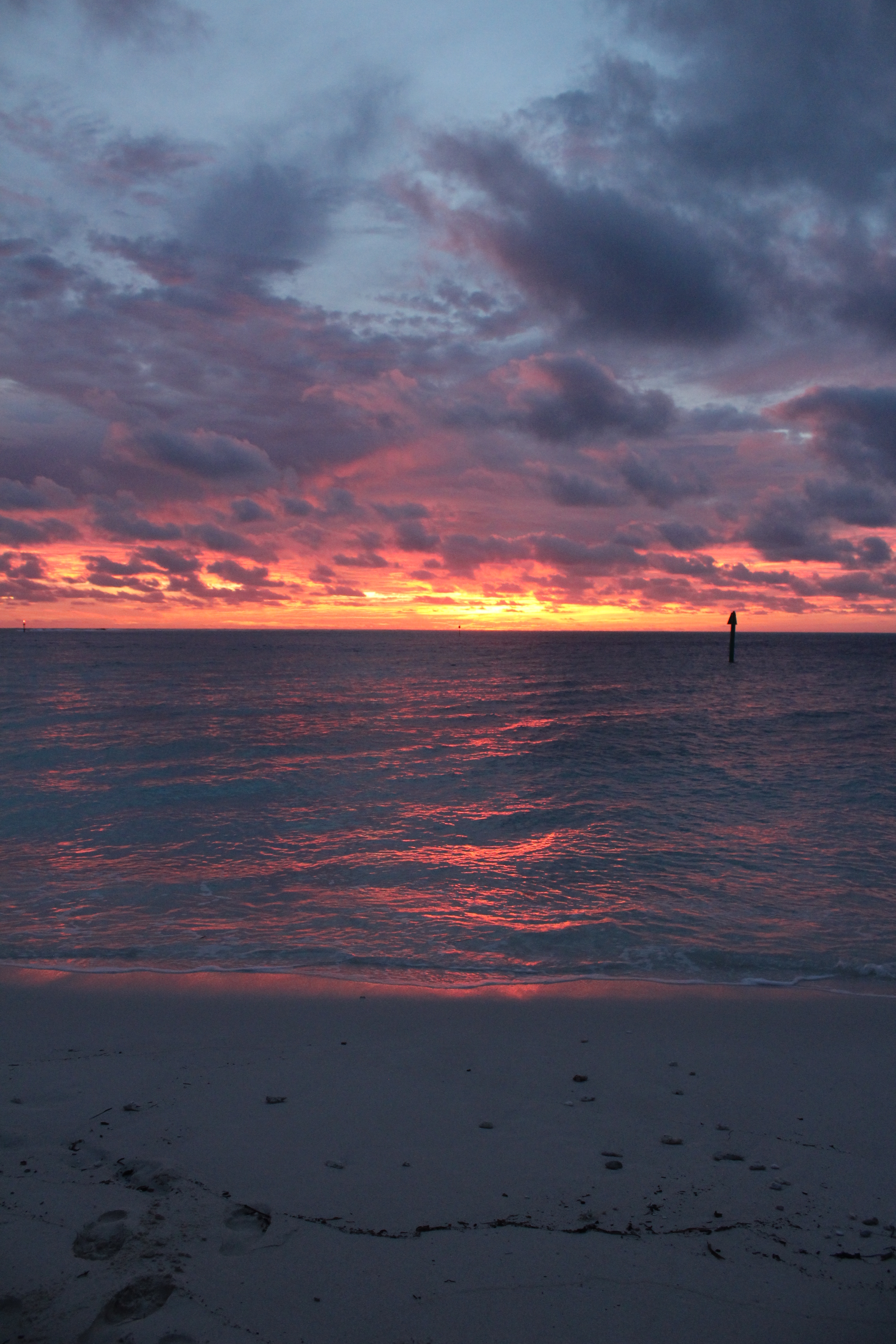
La passe Honikulu vue depuis Fenuafo'ou au soleil couchant.
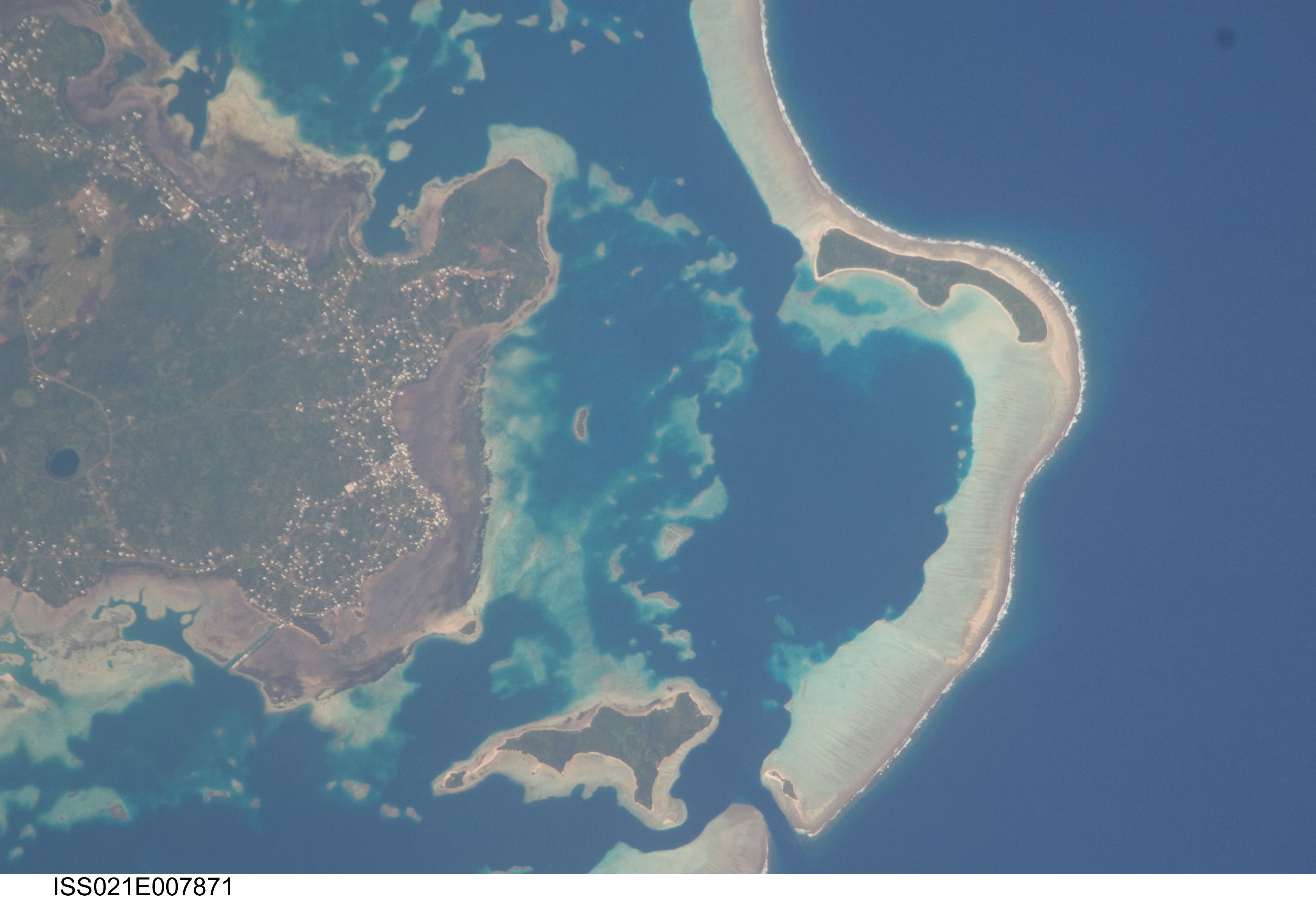
Fenuafo'ou est un îlot situé à l'est de la passe Honikulu, dans le lagon de Wallis (district de Mu'a).